# Zwischen zwei Welten (1944)
Zwischen zwei Welten ist ein US-amerikanisches Fantasydrama aus dem Jahr 1944 von Regiedebütant Edward A. Blatt mit John Garfield und Paul Henreid in den Hauptrollen. Der Film wurde von Warner Bros. produziert und basiert auf dem 1923 in London uraufgeführten Bühnenstück Outward Bound von Sutton Vane. Er ist eine Neuverfilmung des 1930 ebenfalls von Warner produzierten Films Outward Bound.

## Handlung
Der österreichische Pianist Henry Bergner, Mitglied der Freien Französischen Streitkräfte, versucht 1944 in einem englischen Hafen an eine Schiffspassage in die USA zu kommen. Da er kein Visum hat, wird er abgewiesen. Während eines deutschen Luftangriffes wird seine Frau Ann Zeugin, wie ein Taxi von einer Fliegerbombe getroffen und zerstört wird. Zu den Opfern zählen der Reporter Tom Prior, die Schauspielerin Maxine Russell, das wohlhabende Ehepaar Clivenden-Banks, der Seemann Pete Musick, die Haushälterin Mrs. Midget, Reverend Duke und der Geschäftsmann Mr. Lingley. Durch seine Kriegserlebnisse ist Henry psychologisch so schwer angeschlagen, dass er nicht mehr als Pianist arbeiten kann. In seiner Verzweiflung entschließt er sich zum Selbstmord. Da Ann ihren Mann nicht verlassen will, will auch sie sich umbringen. Sie lassen den Gasofen laufen, um zu ersticken.
Henry und Ann erwachen in den Gängen eines Schiffs und begegnen den beim Luftangriff umgekommenen Passagieren des Taxis. Das Paar erkennt, dass jeder an Bord tot ist. Der Steward Scrubby bittet sie, die Erkenntnis für sich zu behalten. Später treffen sich alle in einer Lounge. Während Lingley mit Scrubby schimpft, erzählt Prior, dass er nach einem Bericht über Lingleys Geschäfte gefeuert wurde. Maxine gesteht sich ein, als Schauspielerin versagt zu haben, während Musick allen erzählt, dass er auf der Heimreise zu Frau und Kind sei. Reverend Duke hat erkannt, dass er von seiner Gemeinde entfremdet ist und will durch Reisen seinen Horizont erweitern. An Deck erzählt Mrs. Midget Prior von ihrem Traum, ein eigenes Häuschen mit Garten zu besitzen. Später hört Prior ein Gespräch zwischen Ann und Henry und erfährt, dass alle tot sind.
Musick und Duke bereiten zur Zerstreuung eine Show vor. Prior tritt als Zauberer auf und schießt während seines Auftritts auf Lingley mit dessen eigener Waffe. Da Lingley bereits tot ist, zeigt der Treffer keine Wirkung. So erfahren auch die übrigen Passagiere von ihrem Zustand. Scrubby teilt ihnen mit, dass sie alle von einem Revisor überprüft werden. Dabei handelt es sich um den früheren Reverend Thompson, einen Freund Dukes. Lingley wird mitgeteilt, dass sein Mangel an Menschlichkeit ihn verdamme. Der snobistischen Mrs. Cliveden-Banks wird ihr Wunsch nach einem Schloss erfüllt, auf dem sie jedoch alleine leben wird. Ihr Mann hingegen wird seine Jugendfreunde aus Kapstadt wiedersehen. Sittsam gekleidet verabschiedet sich Maxine von Prior und verlässt mit Lingley den Raum. Prior wird mitgeteilt, dass er sich in Zukunft so sehen werde, wie er wirklich ist. Mrs. Midget bekommt das gewünschte Häuschen mit Garten. Sie beschließt jedoch, Prior zu begleiten. Thompson erklärt Duke, dass sie Priors Mutter sei, die ihn als Baby zur Adoption freigab und nun in aller Ewigkeit mit ihm zusammen sein wird. Musick empfindet seinen Tod als unfair, doch Thompson beruhigt ihn mit der Aussicht, seine Frau und sein Kind nach dessen Tod wiederzusehen. Als Selbstmörder ist Henry dazu verurteilt, auf dem Schiff wie Scrubby als Steward zu dienen. Da Ann aus Liebe zu ihrem Mann gehandelt hat, darf sie bei Thompson bleiben. Scrubby ist von Anns Liebe beeindruckt und spricht zu Gunsten des Paares.
Kurz darauf erwachen Ann und Henry in ihrer Wohnung. Durch einen weiteren Luftangriff wurden die Fensterscheiben zerbrochen. Die frische Luft hat das Gas zerstreut. Mit der Gewissheit, dass es so vieles gibt, für das es sich zu leben lohnt, kehrt das Paar in ihr Leben zurück.

## Produktion

### Hintergrund
Gedreht wurde der Film von Anfang Oktober bis Mitte Dezember 1943 in den Warner-Studios in Burbank.

### Stab
Jack McConaghy war für das Szenenbild zuständig, Leah Rhodes für die Kostüme. Leo F. Forbstein war der musikalische Direktor, Hugo Friedhofer war einer der Orchesterleiter. Frederick de Cordova arbeitete als Dialogregisseur, Al Alleborn als Produktionsmanager.

### Besetzung
In einer kleinen, nicht im Abspann erwähnten Nebenrolle trat Lester Matthews als Dispatcher auf.

## Synchronisation
Die deutsche Synchronfassung entstand 1988.
| Rolle          | Schauspieler       | Deutscher Synchronsprecher |
| -------------- | ------------------ | -------------------------- |
| Tom Prior      | John Garfield      | Lutz Mackensy              |
| Rev. Thompson  | Sydney Greenstreet | Holger Hagen               |
| Scrubby        | Edmund Gwenn       | Klaus Miedel               |
| Pete Musick    | George Tobias      | Rainer Basedow             |
| Mr. Lingley    | George Coulouris   | Klaus Höhne                |
| Maxine Russell | Faye Emerson       | Dagmar Heller              |
| Rev. Duke      | Dennis King        | Joachim Höppner            |

## Veröffentlichung
Die Premiere des Films fand am 5. Mai 1944 in New York statt. In der Bundesrepublik Deutschland wurde er am 19. Oktober 1988 im deutschen Fernsehen ausgestrahlt. Er wurde auch unter dem Titel Zwischen den Welten gezeigt.

## Kritiken
Der Filmkritiken-Aggregator Rotten Tomatoes hat in einer Auswertung von über 250 User-Kritiken ein Publikumsergebnis von 69 Prozent positiver Bewertungen ermittelt.
Das Lexikon des internationalen Films schrieb: „In der Psychologisierung der Personen vereinfachend und in der Handlungskonstruktion nicht frei von plakativer Naivität, überzeugt der Film dennoch durch seine ergreifende und fesselnde Atmosphäre.“
Bosley Crowther von der The New York Times befand, die Studie über Tod und Jenseits sei wehmütig und trostlos. Das Enthüllen menschlichen Fehlverhaltens sei sonderbar bedrückend. Die Produktion sei kompetent, die Darsteller im Allgemeinen gut.